# Johannes Drost
Johannes Drost (Rotterdam, Holanda del Sud, 22 de juny de 1880 – Rotterdam, 18 de setembre de 1954) va ser un nedador neerlandès que va competir a principis del segle xx. El 1900 va prendre part al programa de natació dels Jocs Olímpics de París en què guanyà una medalla de bronze en la prova dels 200 metres esquena. Aquesta va ser la primera medalla olímpica neerlandesa en natació.
Advocat de professió, arribà a ser president de la International Bar Association.